# Piet Buyse
Piet Buyse (Dendermonde, 18 oktober 1958) is een Belgisch politicus van CD&V.

## Levensloop
Buyse studeerde geschiedenis aan de Rijksuniversiteit Gent en behaalde het diploma van licentiaat in de geschiedenis (1980) en geaggregeerde hoger secundair onderwijs geschiedenis (1982). Sedert 1981 is hij leraar geschiedenis aan het Vrij Technisch Instituut van Dendermonde. Hij was actief betrokken bij de jeugdbeweging Chiro. Zo was hij voorzitter geworden van de Stedelijke Jeugdraad van Dendermonde (1982-1986). Dit bleef hij tot aan zijn actieve deelname als politicus in de provincieraad van Oost-Vlaanderen (1987).
Zijn politieke carrière begon in 1980 als parlementair medewerker van senatoren Mariette Buyse (zijn tante) en Ferdinand De Bondt (1980-1982). In 1981 was hij kortstondig kabinetsmedewerker op de persdienst van minister Frank Swaelen, minister van Landsverdediging. In de periode 1986-1988 was hij stafmedewerker op het kabinet leefmilieu van gemeenschapsminister Jan Lenssens. Vanaf 1987 tot en met 1994 was hij provincieraadslid in Oost-Vlaanderen.
Zijn politieke carrière op lokaal niveau startte in 2000 toen hij verkozen werd tot gemeenteraadslid en eerste schepen van de stad Dendermonde (tot 2006). Sinds 2007 is hij burgemeester van Dendermonde. In 2024 droeg hij de sjerp over aan partijgenoot Leen Dierick.
Buyse zetelde in de raad van bestuur van Eandis, van maart 2013 tot 2018 was hij er voorzitter. In 2018 werd Piet Buyse voorzitter van Fluvius, nadat Eandis fuseerde met Infrax. In 2022 volgde Wim Dries hem op. Buyse bleef wel lid van de raad van bestuur.
In 2024 kreeg hij een klok in de vredesbeiaard van de Sint-Gillis-Binnenkerk.